# Heliconia faunorum
Heliconia faunorum är en enhjärtbladig växtart som beskrevs av Walter John Emil Kress och Bengt Lennart Andersson. Heliconia faunorum ingår i släktet Heliconia och familjen Heliconiaceae. Inga underarter finns listade.